# جورج بي. يونغ
جورج بي. يونغ (بالإنجليزية: George B. Young)‏ هو قاضي ومحامي أمريكي، ولد في 24 يوليو 1840، وتوفي في 30 ديسمبر 1906.